# Ryohei Koba
Ryōhei Koba, född 13 december 1962 i Kagoshima, är en japansk före detta sportskytt.
Koba blev olympisk bronsmedaljör i gevär vid sommarspelen 1992 i Barcelona.